# Eleição municipal de Barueri em 2000
A eleição municipal de Barueri em 2000, ocorreu no dia 01 de outubro de 2000, para eleger um prefeito, um vice-prefeito e 19 vereadores no município de Barueri, no Estado de São Paulo, Brasil. O prefeito eleito foi Gil Arantes, do PFL, com 90,24% dos votos válidos, logo no primeiro turno (haja vista que na cidade, não a, segundo turno). Houve outros dois candidatos: Marcelo Barbara, do PV e Milton Prates, do PRTB. Para as 19 vagas na Câmara Municipal de Barueri, 196 candidatos concorreram. O mais votado foi Janio Gonçalves, do PMDB com 3.804 votos, 3,08% dos votos válidos.

## Antecedentes
Na eleição municipal de 1996, Gil Arantes, do PFL, foi eleito com 65.728 votos válidos, equivalente a 62,70% dos votos. Ele venceu Marcelo Barbara, do PSDB, João Amâncio, do PDT, Gilberto Pires, do PSL e Waldete Alves, do PGT.

## Candidatos a prefeito
|  | Nº | Candidato(a) a prefeito | Candidato(a) a prefeito                                | Candidato(a) a vice-prefeito | Candidato(a) a vice-prefeito                            | Coligação |
|  | -- | ----------------------- | ------------------------------------------------------ | ---------------------------- | ------------------------------------------------------- | --- |
|  | 25 |                         | Gil Arantes (PFL) Gilberto Macedo Gil Arantes          |                              | Wayne Billafon (PFL) Wayne Amaro Billafon               | "O Trabalho Continua" - Partido da Frente Liberal (PFL) - Partido Social Trabalhista (PST) - Partido do Movimento Democrático Brasileiro (PMDB) - Partido Progressista Brasileiro (PPB) - Partido Trabalhista Brasileiro (PTB) - Partido da Mobilização Nacional (PMN) - Partido Socialista Brasileiro (PSB) - Partido Liberal (PL) - Partido Social Democrata Cristão (PSDC) - Partido Social Democrático (PSD) - Partido da Social Democracia Brasileira (PSDB) - Partido Humanista da Solidariedade (PHS) |
|  | 43 |                         | Marcelo Barbara (PV) Jorge Marcelo Barbara de Oliveira |                              | Baltasar Rosa (PT) Baltasar Rosa da Silva               | "Pelo Fim da Panelinha" - Partido Verde (PV) - Partido dos Trabalhadores (PT) - Partido Comunista do Brasil (PCdoB) |
|  | 28 |                         | Milton Prates (PRTB) Milton Prates                     |                              | Sebastiana Oliveira (PRTB) Sebastiana Gomes de Oliveira | Partido não coligado - Partido Renovador Trabalhista Brasileiro (PRTB) |

## Resultados

### Prefeito
| 1º Turno 1 de outubro de 2000 | 1º Turno 1 de outubro de 2000 | 1º Turno 1 de outubro de 2000 | 1º Turno 1 de outubro de 2000 |
| Candidato(a)                  | Vice                          | Votação                       | Votação                       |
| Candidato(a)                  | Vice                          | Total                         | Porcentagem                   |
| ----------------------------- | ----------------------------- | ----------------------------- | ----------------------------- |
| Gil Arantes (PFL)             | Wayne Billafon (PFL)          | 102.469                       | 90,24%                        |
| Marcelo Barbara (PV)          | Baltasar Rosa (PT)            | 9.380                         | 8,26%                         |
| Milton Prates (PRTB)          | Sebastiana Oliveira (PRTB)    | 1.708                         | 1,50%                         |
| Total de votos válidos        | Total de votos válidos        | 115.557                       | 100,00%                       |
| Votos apurados                |                               |                               |                               |
| Votos válidos                 | Votos válidos                 | 115.557                       | 85,30%                        |
| Votos em branco               | Votos em branco               | 6.909                         | 5,19%                         |
| Votos nulos                   | Votos nulos                   | 12.667                        | 9,51%                         |
| Total de votos apurados       | Total de votos apurados       | 133.133                       | 100,00%                       |
| Eleitores                     |                               |                               |                               |
| Comparecimento                | Comparecimento                | 133.133                       | 87,64%                        |
| Abstenções                    | Abstenções                    | 18.774                        | 12,36%                        |
| Total de eleitores            | Total de eleitores            | 151.907                       | 100%                          |

### Vereador
| Resultado da eleição para a Câmara Municipal de Barueri em 2000 |                        |                        |                        |         |             |
| Candidato                                                       | Candidato              | Número                 | Partido                | Votos   | Porcentagem |
|                                                                 |                        |                        |                        |         |             |
| Janio                                                           | Janio                  | 15.633                 | PMDB                   | 3.804   | 3,08%       |
| Dr. Jaques                                                      | Dr. Jaques             | 40.654                 | PSB                    | 3.686   | 2,98%       |
| Toninho Furlan                                                  | Toninho Furlan         | 25.685                 | PFL                    | 3.100   | 2,51%       |
| Tarzan                                                          | Tarzan                 | 15.625                 | PMDB                   | 2.561   | 2,07%       |
| José de Melo                                                    | José de Melo           | 25.689                 | PFL                    | 2.543   | 2,06%       |
| Cilene Bittencourt                                              | Cilene Bittencourt     | 40.655                 | PSB                    | 2.436   | 1,97%       |
| Eurotildes Amancio                                              | Eurotildes Amancio     | 40.620                 | PSB                    | 2.346   | 1,90%       |
| Clarindo Aparecido                                              | Clarindo Aparecido     | 15.658                 | PMDB                   | 2.312   | 1,87%       |
| Nilton Melão                                                    | Nilton Melão           | 22.651                 | PL                     | 2.288   | 1,85%       |
| Sérgio Baganha                                                  | Sérgio Baganha         | 18.620                 | PST                    | 2.184   | 1,77%       |
| Zé Baiano                                                       | Zé Baiano              | 18.669                 | PST                    | 2.084   | 1,68%       |
| Pastor Toni                                                     | Pastor Toni            | 18.650                 | PST                    | 1.984   | 1,60%       |
| Jorge Fujihara                                                  | Jorge Fujihara         | 25.682                 | PFL                    | 1.841   | 1,49%       |
| Ézio                                                            | Ézio                   | 25.610                 | PFL                    | 1.727   | 1,40%       |
| Paulo Antonio                                                   | Paulo Antonio          | 40.660                 | PSB                    | 1.690   | 1,37%       |
| Bidu                                                            | Bidu                   | 40.610                 | PSB                    | 1.645   | 1,33%       |
| Chico Vilela                                                    | Chico Vilela           | 22.606                 | PL                     | 1.605   | 1,30%       |
| Mário Lopes                                                     | Mário Lopes            | 45.670                 | PSDB                   | 1.538   | 1,24%       |
| Antonio Gomes                                                   | Antonio Gomes          | 22.620                 | PL                     | 1.380   | 1,11%       |
| Total de votos válidos                                          | Total de votos válidos | Total de votos válidos | Total de votos válidos | 123.380 | 92,67%      |
| Votos em branco                                                 | Votos em branco        | Votos em branco        | Votos em branco        | 5.571   | 4,18%       |
| Votos nulos                                                     | Votos nulos            | Votos nulos            | Votos nulos            | 4.182   | 3,14%       |
| Total                                                           | Total                  | Total                  | Total                  | 133.133 | 87,64%      |
| Abstenções                                                      | Abstenções             | Abstenções             | Abstenções             | 18.774  | 12,36%      |
| Votos Apurados                                                  | Votos Apurados         | Votos Apurados         | Votos Apurados         | 133.133 | 100%        |
| Total de eleitores                                              | Total de eleitores     | Total de eleitores     | Total de eleitores     | 151.907 | 100%        |

{